# Progresividad

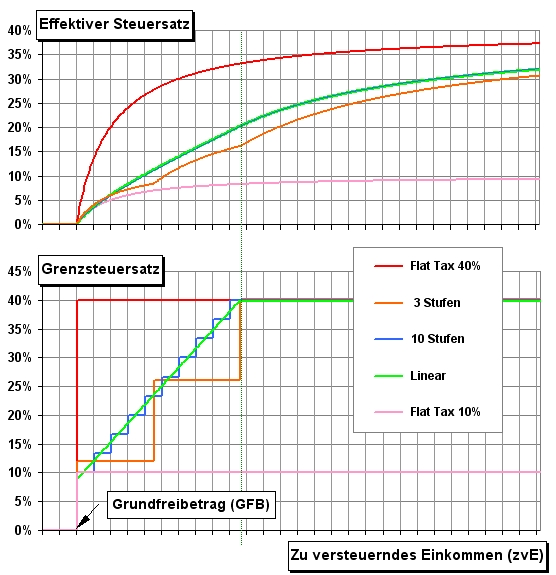
Gráfico sobre el principio de progresividad

El principio de progresividad, en derecho tributario y hacienda pública, implica que el tipo de gravamen es función creciente de la base imponible: esto es, a medida que crece la capacidad económica de los sujetos, crece el porcentaje de su riqueza o de su ingreso que el Estado exige en forma de tributo.
El principio de progresividad y el de proporcionalidad son diferentes. En un tributo proporcional, la tasa de gravamen se mantiene fija: por lo tanto, la deuda tributaria crece sólo en la medida en que lo hace la capacidad económica. Por el contrario, en un tributo progresivo crece la tasa de gravamen al aumentar el ingreso bruto o la capacidad económica, normalmente con el límite del principio de no confiscatoriedad.
La progresividad fiscal une a la función recaudatoria otras como la de redistribución de la renta.

## Formas de progresividad

### Mediante tipos tributarios crecientes
Se pueden distinguir tres distintas formas de progresividad dentro de un impuesto:
- progresividad por clases, que consiste en establecer distintos grupos de renta y aplicar un solo tipo a cada nivel de renta.
- progresividad por escalones, que supone establecer diferentes escalones de renta y aplicar un tipo impositivo distintos dentro de cada escalón.
- progresividad continua, que supone una división de las rentas en escalones de carácter infinitesimal, de forma que a cada nivel de renta, por pequeña que sea la diferencia, siempre le corresponde un tipo impositivo distinto.

#### Tipo marginal - Renta Máxima
El tipo marginal (marginal tax rate en inglés), o tipo marginal máximo, es el tipo de gravamen más alto fijado en el impuesto sobre la renta para las rentas superiores a un tramo determinado y fijado por cada país. 
Se habla de renta máxima cuando se establece una tasa impositiva marginal del 100% sobre una cantidad de renta determinada. En Estados Unidos fue propuesta y aplicada parcialmente durante el mandato de Franklin D. Roosevelt .

### Mediante tipos tributarios constantes
La progresividad también puede alcanzarse con un tipo tributario único, si se establece un conjunto de minoraciones fijas de carácter general (o mínimo exento)  a aplicar en la base imponible sobre la que se gira el impuesto.

## Regresividad
Se ha señalado que algunos impuestos y pagos de cuantía fija resultan regresivos, ya que suponen el abono de la misma cantidad a personas de bajo o alta estrato social. En algunos países como Suecia, ciertas multas de tráfico se imponen sobre la base de la renta personal, por lo que por una misma infracción la cantidad absoluta abonada varía.